# Ребека (Библија)
Ребека или Ревека (хебр. רבקה – Ривках), је библијска личност описана у Старозаветној Књизи постања. Она је жена Исакова и мајка Јаковљева.
Ребека је живела отприлике 2000 година пре нове ере, била је пореклом из места Нахур код Харана. Аврам је тражио жену за свог сина Исака и довео је своју рођаку из старе домовине како Исак не би морао оженити неверницу из хананске земље. По причи, Аврам је у Харан послао гласника који је требало да нађе жену за Исака, а он ју је нашао на бунару јер је по пророчанству жена за Исака требало да буде она која му као прва да воде за пиће.
Тара је имао три сина: Аврама, Нахора и (Х)Арана (Постање 11,26). Аврамов син са Саром је био Исак и његова жена је била Ребека. Нахор је са Мелхом добио Ватуила, а његова ћерка је била Ребека, каснија Исакова жена (Постање 24,15). Аврамов изасланик се захваљивао Богу свог господара што га је довео правим путем да нађе кћер (заправо унуку) брата господара његовог Аврама, за сина његова (Постање 24,48). Исак је имао 40 година када се оженио Ребеком, ћерком Ватуила Сиријца и сестром Лавана Сиријца (Постање 25,20).
Ребека дуго времена није могла имати децу, али је након тога добила близанце. Трудноћа је била тешка јер су се два детета стално свађала у њеној утроби. Бог се у сну обраћа Ребеки и говори јој како ће њена два детета бити зачетници два народа и како ће старији бити слуга млађег. Ребека рађа Исава и Јакова али по ономе што јој је рекао Бог, наговори Исака да свој благослов да Јакову а не Исаву. 
Ребека је сахрањена поред свог мужа у гробници патријарха у Хеброну.